# Porto Mantuano
Porto Mantuano (en lengua italiana Porto Mantovano) es una localidad y comune italiana de la provincia de Mantua, región de Lombardía, con 15.640 habitantes.

## Evolución demográfica
| Gráfica de evolución demográfica de Porto Mantuano entre 1861 y 2001 |
|                                                                      |
| Fuente ISTAT - elaboración gráfica de Wikipedia                      |